# Pölsa

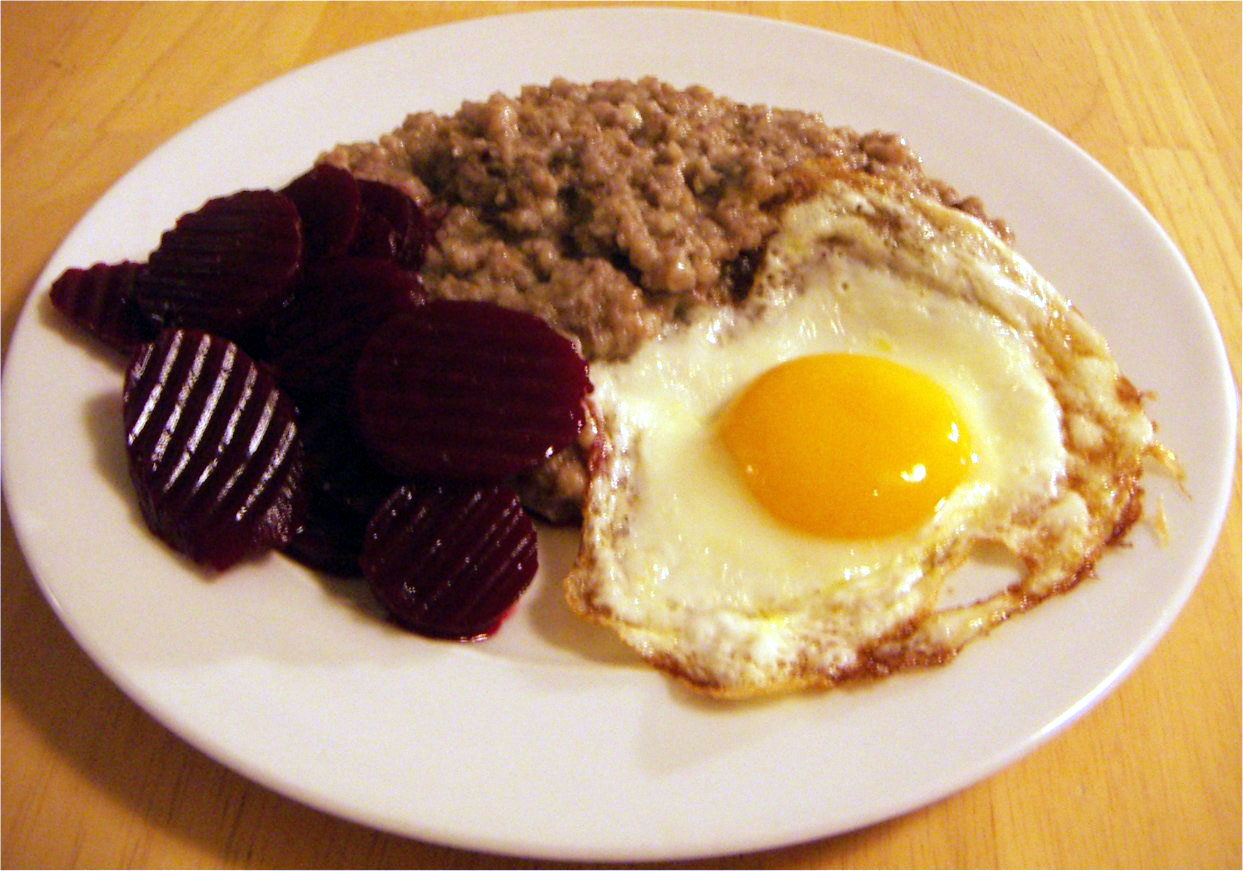
Pölsa z buraczkami i jajkiem sadzonym

Pölsa – tradycyjne szwedzkie danie mięsne. Składa się z grubo zmielonej i smażonej wątróbki, serca, cebuli, jęczmienia, a często także wołowiny lub wieprzowiny, przyprawionych pieprzem i majerankiem. Podawane jest z gotowanymi lub smażonymi ziemniakami, jajkiem i marynowanymi buraczkami.
Podobnym daniem w Niemczech jest labskaus.